# 1755
Il 1755 (MDCCLV in numeri romani) è un anno  del XVIII secolo.

## Eventi
- 25 gennaio – Viene istituita dall'imperatrice Elisabetta di Russia l'Università statale di Mosca.
- 15 aprile – Viene pubblicato A Dictionary of the English Language di Samuel Johnson, opera iniziata nove anni prima, nel 1746.
- 26 luglio – Papa Benedetto XIV pubblica l'enciclica Allatae Sunt.
- 1º novembre – Il violento terremoto di Lisbona provoca il crollo della maggior parte degli edifici della città; il numero di vittime varia, a seconda delle fonti, tra i 60.000 e 90.000. Al terremoto segue un'onda anomala dal fiume Tago.
- 2 dicembre – Un incendio distrugge il secondo faro di Eddystone.
- Eruzione effusiva del Vesuvio.
- Viene pubblicato il Discorso sull'origine e i fondamenti della diseguaglianza tra gli uomini di Jean-Jacques Rousseau.

### Eventi in corso
- Guerra franco-indiana (1754-1763).

## Nati

### Gennaio
- 1º gennaio - Giovanni Francesco Lucchini, architetto italiano († 1826)
- 4 gennaio - Louis Ramond de Carbonnières, politico, geologo e botanico francese († 1827)
- 7 gennaio - Stephen Groombridge, astronomo britannico († 1832)
- 11 gennaio - Alexander Hamilton, politico e generale statunitense († 1804)
- 13 gennaio - Domenico Mombelli, tenore, compositore e impresario teatrale italiano († 1835)
- 16 gennaio - Maria Theresia Ahlefeldt, scrittrice, pianista e compositrice tedesca († 1810)
- 17 gennaio - Michael von Kienmayer, generale austriaco († 1828)
- 17 gennaio - Pietro I di Oldenburg, sovrano tedesco († 1829)
- 23 gennaio - Giovanni Battista Bussi, cardinale e arcivescovo cattolico italiano († 1844)
- 25 gennaio - Paolo Mascagni, anatomista e illustratore italiano († 1815)
- 27 gennaio - Francesco Nava, nobile e politico italiano († 1807)
- 28 gennaio - Giovanni Fantoni, poeta italiano († 1807)
- 28 gennaio - Samuel Thomas von Sömmerring, medico, anatomista e antropologo tedesco († 1830)
- 29 gennaio - Nicolaus Fuss, matematico svizzero († 1826)

### Febbraio
- 2 febbraio - Uriah Tracy, avvocato e politico statunitense († 1807)
- 8 febbraio - Raffaele Longobardi, vescovo cattolico italiano († 1822)
- 10 febbraio - Ottaviano Targioni Tozzetti, medico e botanico italiano († 1829)
- 11 febbraio - Albert Christoph Dies, pittore, compositore e biografo tedesco († 1822)
- 11 febbraio - Nicolas-Antoine Taunay, pittore francese († 1830)
- 14 febbraio - Henry Phipps, I conte di Mulgrave, militare e politico britannico († 1831)
- 14 febbraio - Carlo Luigi di Baden, principe († 1801)
- 15 febbraio - Jean-Nicolas Corvisart des Marets, medico francese († 1821)
- 15 febbraio - Ferdinand Hermann Maria von Lüninck, vescovo cattolico tedesco († 1825)
- 16 febbraio - Friedrich Wilhelm von Bülow, generale prussiano († 1816)
- 16 febbraio - Ignazio Falconieri, presbitero italiano († 1799)
- 17 febbraio - Charles Manners-Sutton, arcivescovo anglicano britannico († 1828)
- 18 febbraio - James Hamilton, VII duca di Hamilton, nobile scozzese († 1769)
- 20 febbraio - Stephen Rochefontaine, militare statunitense († 1814)
- 21 febbraio - François Bonneville, pittore, designer e incisore francese († 1844)
- 22 febbraio - Henry Neville, II conte di Abergavenny, nobile inglese († 1843)
- 26 febbraio - Pietro Pallotta, liutaio italiano († 1830)
- 27 febbraio - Fortunata Sulgher, poetessa italiana († 1824)

### Marzo
- 1º marzo - Luigi Mayer, disegnatore e pittore italiano († 1803)
- 5 marzo - George Ponsonby, avvocato e politico britannico († 1817)
- 6 marzo - Jean-Pierre Claris de Florian, drammaturgo, romanziere e poeta francese († 1794)
- 10 marzo - Pierre Garnier de Laboissière, generale e politico francese († 1809)
- 10 marzo - Annibale Sommariva, militare austriaco († 1829)
- 11 marzo - Caterina Cavalieri, soprano austriaco († 1801)
- 14 marzo - Ignazio Alessandro Cozio, nobile italiano († 1840)
- 20 marzo - Franz Seraph von Porcia, nobile e politico austriaco († 1827)
- 24 marzo - Rufus King, diplomatico e politico statunitense († 1827)

### Aprile
- 1º aprile - Anthelme Brillat-Savarin, politico e gastronomo francese († 1826)
- 2 aprile - Emmanuel-Étienne Du Villard de Durand, economista svizzero († 1832)
- 3 aprile - Nicola Fiorentino, scienziato, scrittore e patriota italiano († 1799)
- 4 aprile - Alessandro Maria Pagani, vescovo cattolico italiano († 1835)
- 7 aprile - Marie-Joseph Donatien de Vimeur de Rochambeau, generale francese († 1813)
- 10 aprile - Samuel Hahnemann, medico tedesco († 1843)
- 11 aprile - James Parkinson, medico, paleontologo e geologo britannico († 1824)
- 13 aprile - Honoré-Joseph-Antoine Ganteaume, ammiraglio francese († 1818)
- 14 aprile - Simon Denis, pittore fiammingo († 1794)
- 16 aprile - Johann Gottfried Quistorp, architetto e pittore tedesco († 1835)
- 16 aprile - Élisabeth Vigée Le Brun, pittrice francese († 1842)
- 19 aprile - Gesualdo Fuina, ceramista italiano († 1822)
- 27 aprile - Marc-Antoine Parseval, matematico francese († 1836)
- 30 aprile - Philipp Friedrich Theodor Meckel, anatomista e chirurgo tedesco († 1803)

### Maggio
- 10 maggio - Robert Gray, navigatore e esploratore statunitense († 1806)
- 11 maggio - Jean-Pierre-André Amar, politico francese († 1816)
- 12 maggio - Giovanni Battista Viotti, compositore e violinista italiano († 1824)
- 16 maggio - Johann Georg Schütz, pittore, incisore e disegnatore tedesco († 1813)
- 22 maggio - Gaetano Andreozzi, compositore italiano († 1826)
- 23 maggio - Jane Fleming, nobildonna inglese († 1824)
- 30 maggio - Jean-François Collin d'Harleville, commediografo francese († 1806)

### Giugno
- 6 giugno - Nathan Hale, militare statunitense († 1776)
- 10 giugno - Antonio Lorenzoni, avvocato, giurista e teorico della musica italiano († 1840)
- 11 giugno - Jean Louis Marie Poiret, botanico e esploratore francese († 1834)
- 15 giugno - Antoine-François de Fourcroy, chimico e medico francese († 1809)
- 24 giugno - Anacharsis Cloots, nobile e rivoluzionario prussiano († 1794)
- 25 giugno - Guglielmina d'Assia-Darmstadt, principessa († 1776)
- 28 giugno - Marco Alessandri, politico italiano († 1830)
- 30 giugno - Paul Barras, politico, generale e rivoluzionario francese († 1829)
- 30 giugno - John Murray, IV duca di Atholl, nobile scozzese († 1830)

### Luglio
- 1º luglio - Christian Friedrich von Glück, giurista tedesco († 1831)
- 3 luglio - Ombline Gonneau-Montbrun, francese († 1846)
- 5 luglio - Sarah Siddons, attrice teatrale britannica († 1831)
- 6 luglio - John Flaxman, scultore e disegnatore britannico († 1826)
- 9 luglio - Frances Wyndham, nobildonna inglese († 1795)
- 16 luglio - Johann Ernst Fabri, geografo, statistico e storico tedesco († 1825)
- 17 luglio - Johann Christoph Wendland, botanico tedesco († 1838)
- 27 luglio - Gabriel de Hédouville, generale e diplomatico francese († 1825)
- 29 luglio - Nicolas de La Motte, avventuriero e truffatore francese († 1831)

### Agosto
- 1º agosto - Giuseppe Antonio Capuzzi, compositore e violinista italiano († 1818)
- 2 agosto - Jan Henryk Dąbrowski, generale polacco († 1818)
- 4 agosto - Nicolas-Jacques Conté, pittore, fisico e chimico francese († 1805)
- 10 agosto - Karl Dominik von Reding, politico svizzero († 1815)
- 11 agosto - Giovanni Francesco Marazzani Visconti, cardinale italiano († 1829)
- 15 agosto - Vincenzo Lupo, patriota italiano († 1799)
- 17 agosto - Antoine Louis Marie de Gramont, ufficiale e politico francese († 1836)
- 23 agosto - Louis Marie Narbonne Lara, generale e diplomatico francese († 1813)
- 28 agosto - Cesare Brancadoro, cardinale e arcivescovo cattolico italiano († 1837)
- 31 agosto - Amédée Willot, politico e generale francese († 1823)

### Settembre
- 2 settembre - Michel Ordener, generale francese († 1811)
- 4 settembre - Paolo De Filippi, pittore italiano († 1830)
- 4 settembre - Hans Axel von Fersen, diplomatico e militare svedese († 1810)
- 5 settembre - Giuseppe Luosi, politico e giurista italiano († 1830)
- 7 settembre - Bernardino Poggi, fantino italiano († 1810)
- 8 settembre - James Graham, III duca di Montrose, politico scozzese († 1836)
- 8 settembre - Petrus Johannes van Regemorter, pittore fiammingo († 1830)
- 10 settembre - Bertrand Barère, politico e rivoluzionario francese († 1841)
- 11 settembre - Beverley Randolph, politico statunitense († 1797)
- 14 settembre - William Bradford, politico statunitense († 1795)
- 15 settembre - Joseph Cornudet des Chaumettes, politico e magistrato francese († 1834)
- 15 settembre - Camillo Genovese, poeta e storico italiano († 1797)
- 17 settembre - William Cathcart, I conte Cathcart, generale e diplomatico britannico († 1843)
- 17 settembre - Pierre-Antoine-Augustin de Piis, drammaturgo francese († 1832)
- 22 settembre - Christian Kalkbrenner, compositore e musicologo tedesco († 1806)
- 24 settembre - María del Rosario Fernández, attrice teatrale spagnola († 1803)
- 24 settembre - Robert Lefèvre, pittore francese († 1830)
- 24 settembre - John Marshall, politico e avvocato statunitense († 1835)
- 26 settembre - Hans Henric von Essen, generale e politico svedese († 1824)
- 27 settembre - Pierre Marie de Grave, politico, generale e nobile francese († 1823)

### Ottobre
- 3 ottobre - George Legge, III conte di Dartmouth, politico inglese († 1810)
- 9 ottobre - Charles-Louis Bernier, architetto e disegnatore francese († 1830)
- 11 ottobre - Fausto Delhuyar, chimico e mineralogista spagnolo († 1833)
- 14 ottobre - Giuseppe Cassella, astronomo e matematico italiano († 1808)
- 15 ottobre - Giustina Renier Michiel, scrittrice italiana († 1832)
- 17 ottobre - Enevold de Falsen, giurista, poeta e attore teatrale norvegese († 1808)
- 21 ottobre - Caleb Hillier Parry, medico inglese († 1822)
- 22 ottobre - Bernard Molitor, ebanista francese († 1833)
- 25 ottobre - François Joseph Lefebvre, generale francese († 1820)
- 25 ottobre - Ramón José de Arce, patriarca cattolico spagnolo († 1844)
- 26 ottobre - Francesco Serlupi Crescenzi, cardinale italiano († 1828)
- 28 ottobre - Jacques-Julien Houtou de La Billardière, botanico francese († 1834)
- 28 ottobre - Antoine Chrysostome Quatremère de Quincy, teorico dell'architettura, politico e filosofo francese († 1849)
- 31 ottobre - Giovanni Ferri de Saint-Constant, saggista italiano († 1830)

### Novembre
- 2 novembre - Maria Antonietta d'Asburgo-Lorena († 1793)
- 5 novembre - Carlotta d'Assia-Darmstadt, duchessa († 1785)
- 5 novembre - Otto Heinrich von Gemmingen-Hornberg, nobile, diplomatico e scrittore tedesco († 1836)
- 6 novembre - Stanisław Staszic, presbitero, filosofo e scrittore polacco († 1826)
- 8 novembre - Edmond de Favières, drammaturgo, librettista e politico francese († 1837)
- 8 novembre - Dorothea Viehmann, cantastorie tedesca († 1816)
- 10 novembre - Franz Anton Ries, violinista tedesco († 1846)
- 10 novembre - Philip Stanhope, V conte di Chesterfield, nobile, politico e diplomatico inglese († 1815)
- 11 novembre - Giuseppe Rospigliosi, V principe Rospigliosi, politico italiano († 1833)
- 12 novembre - Sabine Hitzelberger, cantante lirica tedesca († 1815)
- 12 novembre - Gerhard von Scharnhorst, generale prussiano († 1813)
- 13 novembre - Joseph-Dominique Louis, politico e diplomatico francese († 1837)
- 15 novembre - Johann Heinrich Justus Köppen, filologo tedesco († 1791)
- 16 novembre - Fabrizio Turriozzi, cardinale italiano († 1826)
- 17 novembre - Luigi XVIII di Francia, re († 1824)
- 20 novembre - Stanisław Kostka Potocki, scrittore, archeologo e pubblicista polacco († 1821)
- 20 novembre - Disma Ugolini, compositore italiano († 1828)
- 21 novembre - Mateo Albéniz, compositore e organista spagnolo († 1831)
- 24 novembre - Juan de Salinas y Zenitagoya, militare e politico ecuadoriano († 1812)
- 27 novembre - Agostino Albergotti, vescovo cattolico italiano († 1825)
- 27 novembre - Gregorio Ceruelo la Fuente, vescovo cattolico spagnolo († 1836)
- 30 novembre - Vasilij Nikolaevič Zinov'ev, scrittore e nobile russo († 1827)

### Dicembre
- 2 dicembre - Eusebio Valli, medico e scienziato italiano († 1816)
- 3 dicembre - Gilbert Stuart, pittore statunitense († 1828)
- 4 dicembre - Francesco Caucig, pittore e disegnatore italiano († 1828)
- 4 dicembre - Francesco Guidobono Cavalchini, cardinale italiano († 1828)
- 10 dicembre - Joseph Aude, drammaturgo e poeta francese († 1841)
- 19 dicembre - Richard Arkwright Junior, imprenditore britannico († 1843)
- 20 dicembre - Georg Zoëga, archeologo e numismatico danese († 1809)
- 22 dicembre - Georges Couthon, avvocato, politico e rivoluzionario francese († 1794)
- 23 dicembre - Louis-Nicolas Lemercier, politico e magistrato francese († 1849)
- 24 dicembre - Delfino Muletti, storico e scrittore italiano († 1808)
- 24 dicembre - Claude-Emmanuel de Pastoret, politico e scrittore francese († 1840)
- 26 dicembre - Francesco Guadagnino, pittore italiano († 1829)
- 26 dicembre - Balthasar Ommeganck, pittore fiammingo († 1826)
- 27 dicembre - Antonio Aldini, politico e avvocato italiano († 1826)
- 27 dicembre - Antonio di Sassonia, sovrano († 1836)
- 31 dicembre - Thomas Grenville, militare britannico († 1846)
- 31 dicembre - Antonio Pasquale di Borbone-Spagna, nobile spagnolo († 1817)

### Senza giorno specificato
- Abol Fath Khan, sovrano persiano († 1779)
- Francesco Apostoli, avventuriero italiano († 1816)
- María Bermejo, attrice teatrale spagnola († 1799)
- Aloys Blumauer, scrittore austriaco († 1798)
- Pierre Chaux, politico francese († 1817)
- Francesco Clerico, coreografo italiano († 1838)
- Antonio D'Este, scultore italiano († 1837)
- Philibert-Louis Debucourt, pittore e incisore francese († 1832)
- Vincenzo Maria D'Addiego, filosofo e matematico italiano († 1830)
- Giuseppe Ferlendis, musicista e compositore italiano († 1810)
- Thomas Hardwicke, zoologo britannico († 1835)
- Robert Kerr, saggista e traduttore scozzese († 1813)
- Christoph Heinrich Kniep, disegnatore e pittore tedesco († 1825)
- Carlo Lodi di Capriglio, militare e politico italiano († 1827)
- Giovanni Battista Lusieri, pittore italiano († 1821)
- Girolamo Maffione, teologo e religioso italiano († 1828)
- Étienne Marchand, mercante e esploratore francese († 1793)
- Giovanni Battista Marconi, architetto italiano († 1825)
- John Christopher Moller, compositore, organista e clavicembalista statunitense († 1803)
- Vincent Ogé, mercante e attivista francese († 1791)
- Gaetano Palombi, abate e poeta italiano († 1826)
- Filippo Pennino, scultore italiano († 1801)
- Laura Piranesi, incisore italiana († 1785)
- Joseph de Puisaye, generale francese († 1827)
- Carlo Randoni, architetto italiano († 1831)
- Giacomo Sannazzari della Ripa, mercante e collezionista d'arte italiano († 1804)
- Johann Friedrich Schink, scrittore tedesco († 1835)
- Jean-Pierre Solié, compositore e baritono francese († 1812)
- Sultan bin Ahmad, sovrano omanita († 1804)
- Luigi Umoglio della Vernea, militare italiano († 1836)
- Josef Philipp Vukassovich, generale croato († 1809)
- Franz von Weyrother, generale austriaco († 1806)
- Turki bin Abd Allah bin Muhammad Al Sa'ud, sovrano saudita († 1834)
- Philippe Le Clerc, pittore tedesco († 1826)

## Morti

### Gennaio
- 3 gennaio - Johann Georg Siegesbeck, botanico e medico tedesco (n. 1686)
- 6 gennaio - Angelo Maria Querini, cardinale, arcivescovo cattolico e letterato italiano (n. 1680)
- 8 gennaio - Francesco Ricci, cardinale italiano (n. 1679)
- 9 gennaio - Augustus Berkeley, IV conte di Berkeley, ufficiale inglese (n. 1716)
- 10 gennaio - Giovanni Giacomo Marinoni, astronomo e matematico italiano (n. 1676)
- 11 gennaio - Joseph-Nicolas-Pancrace Royer, clavicembalista e compositore francese
- 12 gennaio - Maria Anna di Schwarzenberg, principessa tedesca (n. 1706)
- 13 gennaio - Pietro Domenico Olivero, pittore italiano (n. 1679)
- 15 gennaio - Azzolino Bernardino della Ciaia, organista, clavicembalista e compositore italiano (n. 1671)
- 19 gennaio - Michail Andreevič Belosel'skij-Belozerskij, generale russo (n. 1702)
- 22 gennaio - Antoni Viladomat, pittore spagnolo (n. 1678)
- 25 gennaio - Filippo Argelati, storico e numismatico italiano (n. 1685)
- 25 gennaio - Tommaso Martini, pittore italiano (n. 1688)

### Febbraio
- 1º febbraio - Carlo Orazi, presbitero e missionario italiano (n. 1673)
- 3 febbraio - Federigo Amadei, religioso e storico italiano (n. 1684)
- 8 febbraio - Niccolò Coscia, cardinale e arcivescovo cattolico italiano (n. 1682)
- 10 febbraio - Montesquieu, filosofo, giurista e storico francese (n. 1689)
- 11 febbraio - Scipione Maffei, storico, drammaturgo e diplomatista italiano (n. 1675)
- 12 febbraio - Pietro Trinchera, librettista italiano (n. 1707)
- 16 febbraio - Giuseppe Antonio Davanzati, patriarca cattolico italiano (n. 1665)

### Marzo
- 1º marzo - Marianna Pignatelli, contessa di Althann, nobildonna spagnola (n. 1689)
- 2 marzo - Louis de Rouvroy de Saint-Simon, scrittore francese (n. 1675)
- 6 marzo - Pier Leone Ghezzi, pittore italiano (n. 1674)
- 9 marzo - Felice Solazzo Castriotta, arcivescovo cattolico italiano (n. 1680)
- 13 marzo - Antonio Chiusole, geografo italiano (n. 1679)
- 21 marzo - William Bull, politico statunitense (n. 1683)
- 23 marzo - Giovanni Bartolomeo Casaregi, poeta e critico letterario italiano (n. 1676)
- 23 marzo - Michele Palma, arcivescovo cattolico italiano (n. 1689)

### Aprile
- 2 aprile - Jan Aalmis, pittore e ceramista olandese (n. 1674)
- 7 aprile - Giovanni Manzolini, pittore, scultore e anatomista italiano (n. 1700)
- 18 aprile - Antoine Calvière, organista e compositore francese (n. 1695)
- 22 aprile - Gabriel Taschereau de Baudry, politico e nobile francese (n. 1673)
- 26 aprile - Giovanni Maria Ferraroni, architetto italiano (n. 1662)
- 28 aprile - Barthélemy-Christophe Fagan, drammaturgo francese (n. 1702)

### Maggio
- 4 maggio - Ignazio Visconti, gesuita italiano (n. 1682)
- 16 maggio - Karl Sigmund Friedrich Wilhelm von Leutrum, generale tedesco (n. 1692)
- 20 maggio - Johann Georg Gmelin, botanico e esploratore tedesco (n. 1709)
- 22 maggio - Ignazio Bertola, architetto e ingegnere italiano (n. 1676)
- 26 maggio - Louis Mandrin, brigante francese (n. 1725)
- 30 maggio - Patrick Graham, politico britannico
- 31 maggio - Jean-Louis Lemoyne, scultore francese (n. 1665)

### Giugno
- 4 giugno - Henri-François-Xavier de Belzunce de Castelmoron, vescovo cattolico e gesuita francese (n. 1670)
- 18 giugno - Gioacchino Besozzi, cardinale italiano (n. 1679)
- 21 giugno - Giovanni Porta, compositore italiano (n. 1675)

### Luglio
- 6 luglio - Pietro Paolo Bencini, compositore italiano
- 9 luglio - Johann Gottlob Harrer, compositore tedesco (n. 1703)
- 13 luglio - Edward Braddock, generale britannico (n. 1695)
- 15 luglio - Domenico Del Mela, religioso italiano
- 17 luglio - Maria Elisabetta di Schleswig-Holstein-Gottorp, religiosa tedesca (n. 1678)
- 22 luglio - Georg Erhard Hamberger, chimico, fisiologo e chirurgo tedesco (n. 1697)
- 25 luglio - Johannes Browallius, teologo, botanico e fisico svedese (n. 1707)

### Agosto
- 6 agosto - Augusto Luigi di Anhalt-Köthen, principe (n. 1697)
- 9 agosto - Giovanni Degli Agostini, scrittore, bibliotecario e francescano italiano (n. 1701)
- 11 agosto - Francesco Agostino Dalla Chiesa, vescovo cattolico italiano (n. 1717)
- 12 agosto - Giovanni Biavi, scrittore, poeta e storico italiano (n. 1684)
- 20 agosto - Robert Ker, II duca di Roxburghe, nobile scozzese (n. 1709)

### Settembre
- 8 settembre - Hendrick,  nativo americano
- 9 settembre - Johann Lorenz von Mosheim, storico delle religioni tedesco (n. 1693)
- 14 settembre - Maria Celeste Crostarosa, religiosa italiana (n. 1696)
- 25 settembre - Edme-François Mallet, storico e teologo francese (n. 1713)
- 25 settembre - John Trevelyan, II baronetto, politico inglese (n. 1670)
- 30 settembre - Francesco Durante, compositore italiano (n. 1684)

### Ottobre
- 1º ottobre - Luigi Augusto di Borbone-Francia, nobile spagnolo (n. 1700)
- 4 ottobre - Samuel von Cocceji, giurista tedesco (n. 1679)
- 4 ottobre - Johann Georg Christian von Lobkowitz, generale austriaco (n. 1686)
- 16 ottobre - Gerardo Maiella, religioso italiano (n. 1726)
- 16 ottobre - Felice Salimbeni, cantante castrato italiano
- 21 ottobre - Cristiano d'Assia-Wanfried-Rheinfels, nobile tedesco (n. 1689)
- 28 ottobre - Joseph Bodin de Boismortier, compositore francese (n. 1689)

### Novembre
- 2 novembre - Carlo Luigi di Lorena, nobiluomo francese (n. 1696)
- 22 novembre - Giovanni Maria Salvioni, tipografo italiano (n. 1676)
- 23 novembre - Jacques Caffieri, ebanista e scultore francese (n. 1678)
- 25 novembre - Johann Georg Pisendel, violinista e compositore tedesco (n. 1687)
- 26 novembre - Luigi Pio di Savoia, diplomatico italiano (n. 1674)
- 27 novembre - Anastasija Ivanovna Trubeckaja, nobildonna russa (n. 1700)
- 29 novembre - Antonio Biglia, arcivescovo cattolico italiano (n. 1708)

### Dicembre
- 1º dicembre - Maurice Greene, compositore e organista inglese (n. 1696)
- 5 dicembre - William Cavendish, III duca di Devonshire, nobile e politico inglese (n. 1698)
- 8 dicembre - Jean-Baptiste Stuck, violoncellista e compositore italiano (n. 1680)
- 14 dicembre - Henry Hall,  britannico (n. 1661)
- 15 dicembre - Pier Luigi Carafa, cardinale e arcivescovo cattolico italiano (n. 1677)
- 18 dicembre - John Hamilton, marinaio britannico (n. 1714)
- 21 dicembre - Manuel de Zumaya, compositore messicano (n. 1678)
- 22 dicembre - Albertina Federica di Baden-Durlach, principessa tedesca (n. 1682)
- 29 dicembre - Gabrielle-Suzanne Barbot de Villeneuve, scrittrice francese (n. 1685)
- 30 dicembre - Johann Friedrich Weidler, matematico e fisico tedesco (n. 1691)

### Senza giorno specificato
- Francisco António de Almeida, compositore e organista portoghese (n. 1702)
- Pietro Anderlini, pittore italiano (n. 1687)
- Jean-Baptiste Anet, violinista e compositore francese
- Annibale Antonini, filologo, grammatico e lessicografo italiano (n. 1702)
- Santolo Cirillo, pittore italiano (n. 1689)
- Domenico Antonio Di Fiore, attore teatrale, librettista e compositore italiano (n. 1686)
- Charles Dollé, compositore e gambista francese (n. 1710)
- Vincenzo Foggini, scultore italiano (n. 1692)
- James Hodgson, matematico scozzese (n. 1678)
- Santo de Inzillo, vescovo cattolico italiano (n. 1694)
- Stepan Petrovič Krašeninnikov, esploratore, geografo e naturalista russo (n. 1711)
- Pietro Cesare Larghi, poeta italiano
- Giacomo Nani, pittore italiano (n. 1698)
- Jean-Baptiste Oudry, pittore, incisore e disegnatore francese (n. 1686)
- Costantino Pasqualotto, pittore italiano (n. 1681)
- Carlo Pertusati, nobile e politico italiano (n. 1674)
- Anastasia Robinson, soprano e contralto inglese
- Angelo Benedetto Rossi, presbitero e pittore italiano (n. 1694)
- Amschel Moses Rothschild, mercante tedesco (n. 1710)
- Tommaso Scipioni, giurista italiano (n. 1705)
- Philip Stamma, scacchista e compositore di scacchi siriano (n. 1705)
- Marcello Venuti, storico e archeologo italiano (n. 1700)
- Odoardo Vicinelli, pittore italiano (n. 1683)

## Calendario
| Calendario 1755 | Calendario 1755 | Calendario 1755 | Calendario 1755 | Calendario 1755 | Calendario 1755 | Calendario 1755 | Calendario 1755 | Calendario 1755 | Calendario 1755 | Calendario 1755 | Calendario 1755 | Calendario 1755 | Calendario 1755 | Calendario 1755 | Calendario 1755 | Calendario 1755 | Calendario 1755 | Calendario 1755 | Calendario 1755 | Calendario 1755 | Calendario 1755 | Calendario 1755 | Calendario 1755 | Calendario 1755 | Calendario 1755 | Calendario 1755 | Calendario 1755 | Calendario 1755 | Calendario 1755 | Calendario 1755 | Calendario 1755 | Calendario 1755 |
| --------------- | --------------- | --------------- | --------------- | --------------- | --------------- | --------------- | --------------- | --------------- | --------------- | --------------- | --------------- | --------------- | --------------- | --------------- | --------------- | --------------- | --------------- | --------------- | --------------- | --------------- | --------------- | --------------- | --------------- | --------------- | --------------- | --------------- | --------------- | --------------- | --------------- | --------------- | --------------- | --------------- |
|                 | 1               | 2               | 3               | 4               | 5               | 6               | 7               | 8               | 9               | 10              | 11              | 12              | 13              | 14              | 15              | 16              | 17              | 18              | 19              | 20              | 21              | 22              | 23              | 24              | 25              | 26              | 27              | 28              | 29              | 30              | 31              |                 |
| Gennaio         | Me              | Gi              | Ve              | Sa              | Do              | Lu              | Ma              | Me              | Gi              | Ve              | Sa              | Do              | Lu              | Ma              | Me              | Gi              | Ve              | Sa              | Do              | Lu              | Ma              | Me              | Gi              | Ve              | Sa              | Do              | Lu              | Ma              | Me              | Gi              | Ve              |                 |
| Febbraio        | Sa              | Do              | Lu              | Ma              | Me              | Gi              | Ve              | Sa              | Do              | Lu              | Ma              | Me              | Gi              | Ve              | Sa              | Do              | Lu              | Ma              | Me              | Gi              | Ve              | Sa              | Do              | Lu              | Ma              | Me              | Gi              | Ve              |                 |                 |                 |                 |
| Marzo           | Sa              | Do              | Lu              | Ma              | Me              | Gi              | Ve              | Sa              | Do              | Lu              | Ma              | Me              | Gi              | Ve              | Sa              | Do              | Lu              | Ma              | Me              | Gi              | Ve              | Sa              | Do              | Lu              | Ma              | Me              | Gi              | Ve              | Sa              | Do              | Lu              |                 |
| Aprile          | Ma              | Me              | Gi              | Ve              | Sa              | Do              | Lu              | Ma              | Me              | Gi              | Ve              | Sa              | Do              | Lu              | Ma              | Me              | Gi              | Ve              | Sa              | Do              | Lu              | Ma              | Me              | Gi              | Ve              | Sa              | Do              | Lu              | Ma              | Me              |                 |                 |
| Maggio          | Gi              | Ve              | Sa              | Do              | Lu              | Ma              | Me              | Gi              | Ve              | Sa              | Do              | Lu              | Ma              | Me              | Gi              | Ve              | Sa              | Do              | Lu              | Ma              | Me              | Gi              | Ve              | Sa              | Do              | Lu              | Ma              | Me              | Gi              | Ve              | Sa              |                 |
| Giugno          | Do              | Lu              | Ma              | Me              | Gi              | Ve              | Sa              | Do              | Lu              | Ma              | Me              | Gi              | Ve              | Sa              | Do              | Lu              | Ma              | Me              | Gi              | Ve              | Sa              | Do              | Lu              | Ma              | Me              | Gi              | Ve              | Sa              | Do              | Lu              |                 |                 |
| Luglio          | Ma              | Me              | Gi              | Ve              | Sa              | Do              | Lu              | Ma              | Me              | Gi              | Ve              | Sa              | Do              | Lu              | Ma              | Me              | Gi              | Ve              | Sa              | Do              | Lu              | Ma              | Me              | Gi              | Ve              | Sa              | Do              | Lu              | Ma              | Me              | Gi              |                 |
| Agosto          | Ve              | Sa              | Do              | Lu              | Ma              | Me              | Gi              | Ve              | Sa              | Do              | Lu              | Ma              | Me              | Gi              | Ve              | Sa              | Do              | Lu              | Ma              | Me              | Gi              | Ve              | Sa              | Do              | Lu              | Ma              | Me              | Gi              | Ve              | Sa              | Do              |                 |
| Settembre       | Lu              | Ma              | Me              | Gi              | Ve              | Sa              | Do              | Lu              | Ma              | Me              | Gi              | Ve              | Sa              | Do              | Lu              | Ma              | Me              | Gi              | Ve              | Sa              | Do              | Lu              | Ma              | Me              | Gi              | Ve              | Sa              | Do              | Lu              | Ma              |                 |                 |
| Ottobre         | Me              | Gi              | Ve              | Sa              | Do              | Lu              | Ma              | Me              | Gi              | Ve              | Sa              | Do              | Lu              | Ma              | Me              | Gi              | Ve              | Sa              | Do              | Lu              | Ma              | Me              | Gi              | Ve              | Sa              | Do              | Lu              | Ma              | Me              | Gi              | Ve              |                 |
| Novembre        | Sa              | Do              | Lu              | Ma              | Me              | Gi              | Ve              | Sa              | Do              | Lu              | Ma              | Me              | Gi              | Ve              | Sa              | Do              | Lu              | Ma              | Me              | Gi              | Ve              | Sa              | Do              | Lu              | Ma              | Me              | Gi              | Ve              | Sa              | Do              |                 |                 |
| Dicembre        | Lu              | Ma              | Me              | Gi              | Ve              | Sa              | Do              | Lu              | Ma              | Me              | Gi              | Ve              | Sa              | Do              | Lu              | Ma              | Me              | Gi              | Ve              | Sa              | Do              | Lu              | Ma              | Me              | Gi              | Ve              | Sa              | Do              | Lu              | Ma              | Me              |                 |